# Bourdons-sur-Rognon
Bourdons-sur-Rognon és un municipi francès situat al departament de l'Alt Marne i a la regió del Gran Est. L'any 2007 tenia 295 habitants.

## Demografia

### Població
El 2007 la població de fet de Bourdons-sur-Rognon era de 295 persones. Hi havia 148 famílies de les quals 60 eren unipersonals (32 homes vivint sols i 28 dones vivint soles), 40 parelles sense fills, 40 parelles amb fills i 8 famílies monoparentals amb fills.
La població ha evolucionat segons el següent gràfic:
Habitants censats

### Habitatges
El 2007 hi havia 169 habitatges, 146 eren l'habitatge principal de la família, 16 eren segones residències i 7 estaven desocupats. 162 eren cases i 7 eren apartaments. Dels 146 habitatges principals, 124 estaven ocupats pels seus propietaris, 17 estaven llogats i ocupats pels llogaters i 5 estaven cedits a títol gratuït; 1 tenia una cambra, 12 en tenien dues, 26 en tenien tres, 28 en tenien quatre i 79 en tenien cinc o més. 101 habitatges disposaven pel capbaix d'una plaça de pàrquing. A 54 habitatges hi havia un automòbil i a 57 n'hi havia dos o més.

### Piràmide de població
La piràmide de població per edats i sexe el 2009 era:
| Homes | Edats   | Dones |
| ----- | ------- | ----- |
| 0     | 95 o +  | 4     |
| 0     | 90 a 94 | 8     |
| 0     | 85 a 89 | 4     |
| 4     | 80 a 84 | 0     |
| 4     | 75 a 79 | 12    |
| 20    | 70 a 74 | 12    |
| 4     | 65 a 69 | 20    |
| 8     | 60 a 64 | 4     |
| 4     | 55 a 59 | 0     |
| 16    | 50 a 54 | 20    |
| 8     | 45 a 49 | 12    |
| 4     | 40 a 44 | 0     |
| 12    | 35 a 39 | 16    |
| 12    | 30 a 34 | 8     |
| 4     | 25 a 29 | 0     |
| 4     | 20 a 24 | 8     |
| 8     | 15 a 19 | 4     |
| 12    | 10 a 14 | 8     |
| 16    | 5 a 9   | 0     |
| 8     | 0 a 4   | 0     |

## Economia
El 2007 la població en edat de treballar era de 170 persones, 131 eren actives i 39 eren inactives. De les 131 persones actives 125 estaven ocupades (67 homes i 58 dones) i 6 estaven aturades (2 homes i 4 dones). De les 39 persones inactives 17 estaven jubilades, 9 estaven estudiant i 13 estaven classificades com a «altres inactius».

### Ingressos
El 2009 a Bourdons-sur-Rognon hi havia 143 unitats fiscals que integraven 296 persones, la mediana anual d'ingressos fiscals per persona era de 16.820 €.

### Activitats econòmiques
Dels 3 establiments que hi havia el 2007, 1 era d'una empresa d'hostatgeria i restauració, 1 d'una empresa immobiliària i 1 d'una entitat de l'administració pública.
L'any 2000 a Bourdons-sur-Rognon hi havia 13 explotacions agrícoles que ocupaven un total de 1.450 hectàrees.

## Equipaments sanitaris i escolars
El 2009 hi havia una escola elemental integrada dins d'un grup escolar amb les comunes properes formant una escola dispersa.

## Poblacions més properes
El següent diagrama mostra les poblacions més properes.